# 情逆三世緣
《情逆三世緣》（英語：Always And Ever），香港電視廣播有限公司穿越恩仇電視劇，是由歐陽震華及關詠荷領銜主演，並由敖嘉年、黃智雯、黃智賢、郭政鴻、朱晨麗、蔣志光、袁偉豪、沈震軒及苟芸慧聯合演出，監製為莊偉建，此劇為2013無綫節目巡禮劇集之一，亦是第17屆香港國際影視展中無綫電視推介的電視劇之一，也是「TVB Amazing Summer 2013」暑期宣傳活動的推介電視劇。

## 劇情
「兩情若是久長時，又豈在朝朝暮暮」，一對相知相愛的戀人，關係到底可以維持多久？若然命運使然，要你跟他有三生的宿世姻緣，但每次必然要死在他手上，你還願意嗎？
警隊內最炙手可熱的督察袁金昌（歐陽震華飾）與著名電視台女主播楊夕雪（關詠荷飾）是一對拍拖多年的情侶，感情穩定。最近，夕雪替著名醫生兼大集團行政總裁鍾志麒（鄭子誠飾）做個人專訪，日夜相隨。可是，夕雪發現屬於志麒集團的貨倉有異，她獨自潛入貨倉時，一直懷疑志麒的金昌正好率警掩至。漆黑中，金昌發現有可疑人物向探員施襲，即開槍制止。疑犯猝然中彈，金昌趨前一看，那人竟是夕雪，極度痛苦的金昌突然眼前一眩，靈魂出竅，穿越時空......
轉眼間，金昌驚覺自己身處公堂之外，更搖身一變成為包青天。金昌無奈接受現實，利用現代知識，跟開封府眾人屢破奇案。宋代國師高繼安（黃智賢飾）擅醫卜星相，皇上宋仁宗（張國強飾）對其極為倚重。繼安師妹韓霜霜（關詠荷分飾）自小為繼安之父所收養，為報恩義對繼安言聽計從。
其時，年輕男子冷清（周志文飾）四處宣揚自己是仁宗流落民間的血脈。恰巧宮中兩位太子接連猝死，仁宗求子若渴，派包拯去查明冷清真偽。繼安知曉冷清並非仁宗血脈，於是將他收為己用，助其謀反。他恐怕包拯查出自己的陰謀，遂力薦霜霜助包拯查案，藉此洞察其舉動，從中破壞。
包拯驚見霜霜竟與夕雪長得一模一樣，冷傲的霜霜亦被包拯的正直與幽默所吸引，二人漸漸互生情愫。繼安妒忌二人情投意合，於是迫霜霜發下毒誓，今生來世，斷情絕愛，如違此誓，必被至愛所殺，劫隨三生！這就是金昌及夕雪千年痛愛之源頭？
包拯與霜霜繼續追查，發現事件背後隱藏莫大陰謀。同時，繼安已設局令仁宗盡早將皇位傳給冷清。冊封太子日期漸近，所有線索及證據卻忽然消失得無影無蹤，最後，包拯查出在幕後操縱一切的，竟然是包拯自己！霜霜為情為義，竟獨攬所有罪名......公堂上，包拯無奈判以龍頭鍘伺候，鍘刀一下，包拯眼前一黑，再次穿越時空......
金昌再次睜開眼睛，發現自己穿越到1956年的香港，並且依附在華龍飆探長身上。龍飆還未回過神來，便發現一名與夕雪及霜霜一模一樣的女人，被大群持刀黑幫追殺！龍飆立即解救眼前這個叫田秋鳳（關詠荷分飾）的女人，卻反被她用槍相指，聲稱龍飆殺死她的丈夫辛虎（林偉飾）。最終危機解除，龍飆亦知秋鳳就是之前自己所愛的女人轉世，為免毒誓會再次應驗，他決定避開秋鳳。可是，秋鳳卻要不惜一切要為夫報仇！
另一方面，龍飆發現警署內一名膽小怕事的下屬袁規（敖嘉年飾），經常被同袍及黑道中人欺負。龍飆不想袁規這樣下去，於是鼓勵和培訓他，二人出生入死，成為莫逆之交。不久，龍飆發現袁規竟然就是自己親生父親，而袁規身邊的朋友林豔芳（朱晨麗飾），就是從小離自己而去的母親！袁規對豔芳痴心一片，龍飆深知若然二人結婚，袁規必然下半生孤獨，但如果艷芳不與袁規一起，金昌就不會出生，從此煙消雲散！龍飆陷入兩難局面，但最終被袁規與豔芳的愛情感動，努力撮合二人。
秋鳳獨力撐起社團，可是社團中的曹豹（郭政鴻飾）對龍頭位置一直虎視眈眈，令秋鳳多次陷入危機當中，龍飆每次都甘冒生命危險，把秋鳳救出重圍。不過秋鳳報仇之心未死，龍飆為使秋鳳釋懷，坦言任由秋鳳處置，一命抵一命！經歷重重生死關頭，秋鳳已對龍飆萌生愛意，但龍飆道出毒誓一事，如果秋鳳與他一起，必然會遭遇不幸，還找出宋代留下來的信物，證明自己曾穿越時空。秋鳳開始相信龍飆所言，卻不願與他分開，二人矛盾重重...
龍飆發現秋鳳的妹妹田秋雁（黃智雯飾）與曹豹勾結，做盡不法勾當，秋雁卻先發制人，令龍飆探長之位被剝奪。正當秋雁要風得風之際，卻驚悉自己身患絕症！同時，秋雁得悉龍飆由未來穿越而來，希望自己能到未來治病，決心殺死秋鳳來穿越！秋雁意外引發炸藥爆炸，與秋鳳同埋瓦礫之下，龍飆趕來相救，秋鳳甘願犧牲自己換取秋雁被救。龍飆拉出秋雁，卻令瓦礫霍然塌下，秋鳳終難逃一死！龍飆傷心欲絕，同時亦發現秋雁與高繼安有著莫大的關連，到底背後主使一切事端的人是誰？毒誓的關鍵呼之欲出......
龍飆輾轉間又穿越時空重返現代，變回金昌。金昌為求打破毒誓，決意找出繼安在現代的轉世並殺掉他。所有事情一如既往地發生，距離夕雪被殺的日子越來越近，深受困擾的金昌卻不幸遇上交通意外，昏迷送院。醒來後，他發現身上多了一道與繼安一模一樣的疤痕，尋尋覓覓，難道現在的金昌就是繼安的轉世？
歷史沒有改變，金昌照樣開槍打中夕雪，到底他倆能否戰勝宿命，逃過一死？一切仍是未知之數......

## 演員表

### 宋代（第1－13集）

#### 大宋皇朝
| 演員                    | 角色   | 關係 | 暱稱                                 |
| 張國強                  | 趙 禎  | 宋仁宗 大宋皇帝 韓霜霜、趙盼、趙昕、趙曦、趙曙之父 |                                      |
| 楊秀惠                  | 淑 妃  | 宋仁宗之妃嬪 趙曙之母 於第6集懷孕 於第10集誕下趙曙，却被崔大娘暗中把趙曙與狸貓調換而使眾人認為其為妖孽誕下怪胎，後被宋仁宗打入冷宮 |                                      |
| 李雪瑩                  | 德 妃  | 宋仁宗之妃嬪 趙昕之母 於第6集憶子成狂 於第8集與趙曦一同引火自焚身亡 |                                      |
| 賈曉晨                  | 孟如憶 | 原名孫小雅 宋仁宗之妃嬪 趙曦之母 公孫策之親女 於第4集因被高繼安嫁禍殺害趙昕及施行厭勝之術而被宋仁宗關進大牢，後被公孫策放走 於第4集回到衙門，並與公孫策相認，最後用立斬令牌插腹自盡身亡 | 賢妃 丫丫（公孫策專稱）              |
| 關詠荷                  | 韓霜霜 | 御醫／學士府研究員，實為大宋公主「丹鳳公主」 宋仁宗、韓丹之女 高繼安之師妹兼暗戀對象，後被其陷害 包拯之未婚妻 為保包拯性命，而聽信高繼安指示 田秋鳳及楊夕雪之前世 於第8集被高繼安所逼發下劫隨三生之毒誓 於第12集回復其公主身份，後為救包拯而頂了謀朝篡位之罪而代替其關入大牢 於第13集殺害高繼安，後為求一死而要求包拯將自己處斬，後成功處斬死亡 | 韓學士 霜霜姑娘（包拯專稱） 丹鳳公主 |
| 苟芸慧 （配音：黃昕瑜） | 趙 盼  | 宋仁宗、惠妃之女 與展昭相戀 | 慶壽公主                             |
| 黃啟睿                  | 趙 昕  | 宋仁宗、德妃之子 於第3集被高繼安毒殺身亡 對花生有敏感 | 太子殿下                             |
| 劉彥夆                  | 趙 曦  | 宋仁宗、賢妃之子 於第8集在德妃引火自焚時與其一同被燒死 | 二殿下                               |
| 黃智賢                  | 高繼安 | 司天監監正，後為國師 包拯之天敵 韓霜霜之師兄，暗戀及陷害之 田秋雁之前世 與冷清、康榮勾結，協助冷清代替自己去謀朝篡位 於第3集毒殺趙昕 於第8集逼韓霜霜發下劫隨三生之毒誓 於第12集殺害韓丹，後將謀朝篡位之罪嫁禍給包拯，最後因韓霜霜代包拯頂罪而失敗 於第13集在公堂上被韓霜霜毒殺死亡，死後被棄屍於公堂外                                          | 高國師、師兄（韓霜霜專稱）           |
| 楊瑞麟                  | 裴毅進 | 御史大夫 於第7集將韓霜霜收為義女 | 裴大人                               |
| 郭家俊                  | 歐陽修 | 館閣校勘 於第2集被貶至夷陵 | 歐陽大人、永叔兄（包拯專稱）         |
| 莫偉文                  |        | 文武百官 |                                      |
| 鄭毅邦                  |        | 文武百官 |                                      |
| 李子明                  |        | 文武百官 |                                      |
| 黎日楠                  |        | 文武百官 |                                      |
| 李 健                   |        | 御醫 |                                      |
| 蔡淇俊                  | 康 榮  | 太監 與高繼安勾結 於第12集在獄中畏罪自殺死亡 | 康公公                               |
| 霍建邦                  | 史公公 | 太監 |                                      |
| 章景恆                  | 蔡公公 | 太監 |                                      |
| 陳狄克                  | 水公公 | 太監 |                                      |
| 張智軒                  | 溫公公 | 太監 |                                      |
| 張明偉                  | 姜 儀  | 侍衛 |                                      |
| 甄敏婷                  | 望 梅  | 婢女 |                                      |
| 蕭凱欣                  |        | 宮 女 |                                      |
| 鍾鈺精                  |        | 宮 女 |                                      |
| 陳芷尤                  |        | 宮 女 |                                      |
| 李君妍                  |        | 宮 女 |                                      |

#### 開封府
| 演員     | 角色   | 關係 | 暱稱                    |
| 歐陽震華 | 包 拯  | 開封府尹 公孫策、展昭之上司 高繼安之天敵 韓霜霜之未婚夫 華龍飆及袁金昌之前世 於第1集被袁金昌靈魂附身 於第13集因韓霜霜的死使袁金昌靈魂離開其身 于第13集片尾彩蛋苏醒且不知发生何事，经过公孙策坦白被袁金昌灵魂附身之后，也因为皇上觉得此事很奇怪，所以这个事件永不载入史册（袁金昌靈魂離開其身後） | 包大人 包青天 包黑子    |
| 蔣志光   | 公孫策 | 原名孫正陽 開封府主簿 包拯之下屬 孫小雅之親父 孫公略之前世 | 公孫先生                |
| 袁偉豪   | 展 昭  | 開封府護衛 與趙盼相戀 包拯之下屬 展超仁之前世 | 展護衛 贱昭（趙盼專稱） |
| 何君誠   | 趙 虎  | 開封府捕快 包拯之下屬 趙小虎之前世 |                         |
| 吳業坤   | 張 龍  | 開封府捕快 包拯之下屬 張小龍之前世 |                         |
| 李啟傑   | 馬 漢  | 開封府捕快 包拯之下屬 馬國漢之前世 |                         |
| 麥嘉倫   | 王 朝  | 開封府捕快 包拯之下屬 王朝偉之前世 |                         |

#### 其他演員
| 演員   | 角色     | 關係                                                                                   | 暱稱   |
| 周志文 | 冷 清    | 假冒為宋仁宗、韓丹之子趙晴 與高繼安勾結 於第12集在獄中畏罪自殺死亡                     |        |
| 韓馬利 | 韓 丹    | 曾為尚服局宮女 韓霜霜之母 於第10集假裝在獄中自盡 於第12集被高繼安殺害 青年由陳婉婷飾演 |        |
| 溫裕紅 | 勞小玉   | 曾為宮女 裴毅進之妻 於第7集將韓霜霜收為義女 於第12集以性命擔保證實韓丹之身份           | 裴夫人 |
| 邵卓堯 | 丁 萬    | 丁千之兄 殺害李浩之兇手之一 於第2集被斬首                                              |        |
| 趙樂賢 | 丁 千    | 丁萬之弟 殺害李浩之兇手之一 於第2集被斬首                                              |        |
| 何偉業 | 王 進    | 李浩之同鄉 目睹丁千、丁萬殺害李浩                                                      |        |
| 曾琬莎 |          | 李浩之妻                                                                               | 小菊   |
| 羅鈞滿 | 陳杜察   | 爭奪陳龍文之遺產                                                                       |        |
| 張振朗 | 陳龍文   | 誣告陳杜察殺牛                                                                         |        |
| 蘇恩磁 | 江大嬸   | 梅花莊村民 於第8集在高繼安灭村时被杀害                                                 |        |
| 黃穎君 | 村 民    | 梅花莊村民 於第8集在高繼安灭村时被杀害                                                 |        |
| 曾健明 | 寺院僧人 |                                                                                        |        |

### 1950年代香港（第13－30集）

#### 九龍城區警局
| 演員     | 角色   | 關係 | 暱稱                    |
| 布偉傑   | 白朗尼 | 英文名：Rooney Parker 九龍城區總警司（角色原型為退休香港警察隊總警司葛柏） 華龍飆之上司，與其不和 於第30集被廉政公署拘捕 | Lonely Sir 鬼頭         |
| 羅浩楷   | 余棟波 | 九龍城區高級警長 與華龍飆不和 與曹豹勾結 於第29集被捕 | 咩渣 波Sir Ball 淫賤波  |
| 歐陽震華 | 華龍飆 | 九龍城區探長 袁規、劉全之上司 與余棟波、白朗尼不和 包拯之轉世 袁金昌之前世 田秋鳳（袁金昌靈魂離開其身前）之夫 田秋雁之利用對象，後為其夫（袁金昌靈魂離開其身後） 鍾志麒之生父 於第13集被袁金昌靈魂附身 於第30集因田秋鳳被貨倉爆炸炸死後使袁金昌靈魂離開其身，後在第30集片尾彩蛋和第31集透露他被廉政公署拘捕（袁金昌靈魂離開其身後） | 華探長 飆哥 Bill 三狗   |
| 敖嘉年   | 袁 規  | 九龍城區軍裝警員，後為便衣警員 華龍飆之下屬 兼職太平山廣播電台播音員 鍾情林艷芳，後為其夫 劉全之好友，後反目 袁金昌之父 於現代香港（第1、30－31集）改名為袁世三 | 規仔 袁世三（播音藝名） |
| 沈震軒   | 劉 全  | 九龍城區便衣警員 與余棟波勾結 華龍飆下屬，後反目 袁規之好友，後反目 與曹豹勾結，後反目 與第29集被捕 | 花柳全 全哥             |
| 李興華   | 花     | 華龍飆下屬 |                         |
| 王致迪   | 開     | 華龍飆下屬 |                         |
| 何俊軒   | 富     | 華龍飆下屬 |                         |
| 潘宗揚   | 貴     | 華龍飆下屬 |                         |
| 李 豪    | 鄭大官 | 九龍城區軍裝警員 |                         |
| 張國洪   | 陳永陞 | 九龍城區軍裝警員 |                         |
| 方紹聰   | 周長發 | 九龍城區軍裝警員 |                         |

#### 田家
| 演員   | 角色   | 關係 | 暱稱           |
| 羅 鴻  |        | 田秋鳳、田秋雁之父 田若智、田若勇、田若仁、田若冰之養父 已去世 |                |
| 魏穎彤 |        | 田秋鳳、田秋雁之母 田若智、田若勇、田若仁、田若冰之養母 已去世 |                |
| 關詠荷 | 田秋鳳 | 福龍幫會大家姐 辛虎之前妻 田秋雁之姊 華龍飆（袁金昌靈魂離開其身前）之妻 於第19集開始開大排檔東成西就來維持家計 於第20集恢復記憶 於第22集掌摑田秋雁 於第26集與華龍飆排期登記結婚 於第30集因華龍飆意外引爆炸彈而被炸彈炸死 韓霜霜之轉世 楊夕雪之前世 童年由丘芷蓉飾演 | 鳳姐 秋鳯 阿鳯 |
| 黃智雯 | 田秋雁 | 夜總會舞女，後為九龍城區便衣女警 同義堂成員 田秋鳳之二妹 童年時因房屋倒塌在額頭左邊留下疤痕 與田家各兄弟姐妹、林艷芳不和 利用華龍飆，後喜歡其 後為華龍飆之妻（袁金昌靈魂离開其身後） 鍾志麒之生母 與曹豹勾結，後為其情婦 於第19集掌摑田若冰 於第20集敗選東方公主之後在天池夜總會放火，並間接令華龍飆失憶 於第21集成為九龍城區便衣女警 於第22集被田秋鳳掌摑 於第25集患上腎衰竭，後康復 於第29集槍殺曹豹 高繼安之轉世 童年由林淽諾飾演 參見現代香港（第1、30－31集） | 雁姐           |
| 李泳豪 | 田若智 | 田秋鳳之三弟 因小時候發高燒沒有即時醫治而輕度智障 名字諧音：弱智 |                |
| 章宇昂 | 田若勇 | 田秋鳳之四弟 |                |
| 林景程 | 田若仁 | 田秋鳳之五弟 |                |
| 石天欣 | 田若冰 | 田秋鳳之六妹 於第19集被田秋雁掌摑 |                |

#### 福龍幫會
| 演員   | 角色   | 關係 | 暱稱          |
| 林 偉  | 辛 虎  | 福龍幫會老大 田秋鳳之夫 於第19集得知曹豹為內鬼，最後為保護華龍飆被曹豹槍殺 名字諧音：辛苦 | 辛虎哥 Circle |
| 關詠荷 | 田秋鳳 | 福龍幫會大家姐 參見田家 | 鳳姐          |
| 郭政鴻 | 曹 豹  | 福龍幫會第二把交椅，後為同義堂龍頭 與華龍飆、田秋鳳、袁規之死敵 與戴銀基、牛福成勾結出賣幫會 一心爭奪福龍龍頭 辛虎、田秋鳳之下屬兼天敵 與田秋雁勾結，後為其情夫 於第19集槍殺辛虎 於第23集成立同義堂 於第29集捉走林艷芳，最後在貨倉被田秋雁暗中開槍射殺身亡 | 豹哥          |
| 黃栢文 | 筲箕華 | 福龍幫會叔父，後轉投同義堂 | 大叔伯        |
| 湯俊明 | 祥 B   | 福龍幫會叔父，後轉投同義堂 | 祥B哥         |
| 杜大偉 | 馬 騮  | 福龍幫會叔父，後轉投同義堂 | 馬騮哥        |
| 王維德 | 孖 葉  | 福龍幫會叔父，後轉投同義堂 | 孖葉哥        |
| 黃煒溏 | 掃墓榮 | 福龍幫會叔父，後轉投同義堂 | 墓榮哥        |
| 羅天池 | 魯 實  | 福龍幫會成員 於第24集後表面上成為同義堂成員，實為暗中幫助田秋鳯監視曹豹 田秋鳳屬下 第16集受田秋鳳指示假扮叛徒，而查出槍傷辛虎幕後黑手 於第28集被曹豹扔下樓身亡 名字諧音：老實                                                                              | 實哥          |
| 裘卓能 | 古 或  | 福龍幫會成員 田秋鳳屬下，後反目 被曹豹利用 受曹豹指示與戴銀雞，牛福成勾結出賣幫會兼籌劃殺害辛虎 於第16集被揭發為叛徒後自殺 名字諧音：古惑 | 惑哥          |
| 梁博恩 |        | 曹豹屬下 |               |

#### 朱家 / 林家
| 演員   | 角色   | 關係 | 暱稱        |
| 李麗麗 | 朱妹   | 林艷芳之母 朱雄之姊 袁規之岳母 袁金昌之外婆                                                                                             |             |
| 羅 莽  | 朱 雄  | 跌打師傅 朱么妹之弟 林艷芳之舅 袁金昌之外舅公 袁規之師傅                                                                                  | 朱師傅 雄哥 |
| 朱晨麗 | 林艷芳 | 夜總會舞女 朱么妹之女 朱雄之外甥女 曾暗戀華龍飆 與田秋雁不和 袁規之鍾情對象，後為其妻 袁金昌之母 參見現代香港（第1、30－31集） 參見袁家 | 芳芳        |

#### 其他演員
| 演員   | 角色     | 關係                                                    | 暱稱        |
| 梁舜燕 | 土 姐    | 華龍飆家僕                                              |             |
| 余子明 | 戴銀基   | 潮州幫龍頭 賭場話事人 與曹豹勾結                        | 大眼雞 基哥 |
| 李海生 | 牛福成   | 本地幫龍頭 色情場所話事人 與曹豹勾結 於第19集被辛虎殺死 | 金牙成      |
| 白 雲  | 美 娟    | 天池夜總會之舞女                                        |             |
| 袁嘉敏 | 範秀秀   | 天池夜總會之舞女                                        |             |
| 陳嘉嘉 | 凌芷芬   | 天池夜總會之舞女                                        |             |
| 曾建怡 | 何水清   | 天池夜總會之舞女                                        |             |
| 蔡康年 |          | 天池夜總會之經理                                        |             |
| 周寶霖 | LuLu姐   | 天池夜總會之領班                                        |             |
| 李子奇 | 評判昇   | 拳擊比賽評判 與袁規不和，後和好                         | 昇哥        |
| 梁博恩 | 陳細蝦   |                                                         |             |
| 徐忠信 | 喪 狗    | 賭場負責人                                              |             |
| 鍾志光 | 邰耀明   | 太平山廣播電台台長 賞識袁規                             |             |
| 楊證樺 | 殺 手    | 被華龍飆買兇企圖殺害辛虎，但失敗                        |             |
| 江富強 | 斧 頭    | 被戴銀基、牛福成買兇企圖殺害辛虎，但失敗 於第16集被捕   |             |
| 劉 俐  | 選美佳麗 | 於天池夜總會參選「東方公主」初選                        |             |
| 李君妍 | 選美佳麗 | 於天池夜總會參選「東方公主」初選                        |             |
| 林芊妤 | 選美佳麗 | 於天池夜總會參選「東方公主」初選                        |             |
| 黃梓柔 | 選美佳麗 | 於天池夜總會參選「東方公主」初選                        |             |
| 陳亭嘉 | 選美佳麗 | 於天池夜總會參選「東方公主」初選                        |             |
| 陳明恩 | 葉慧恩   | 議員 （角色原型為市政局議員葉錫恩）                     |             |
| 羅天宇 | 廉政公署 | 逮捕華龍飆                                              |             |
| 陳偉洪 | 廉政公署 | 逮捕華龍飆                                              |             |

### 現代香港（第1、30－31集）

#### 袁家
| 演員     | 角色   | 關係 | 暱稱                                              | 歲數 |
| 敖嘉年   | 袁世三 | 原名袁規 退休警察／前太平山廣播電台播音員 林艷芳之夫 袁金昌之父 於第31集與林艷芳重聚，之後離世 名字逆寫諧音三世緣 | 規仔 阿規                                         | 80歲 |
| 朱晨麗   | 林艷芳 | 退休舞蹈員 袁世三之妻 袁金昌之母 曾在莫斯科因誤殺而入獄三十年 於第30集返港，後於第31集與袁世三和袁金昌團聚 | 芳芳                                              | 78歲 |
| 歐陽震華 | 袁金昌 | 刑事情報科高級督察 楊夕雪之未婚夫，後為其夫 包拯及華龍飆之轉世 袁世三、林艷芳之子 朱么妹之外孫 朱雄之外甥孫 擁有一隻寵物龜，名為當歸 於第1集因誤槍傷楊夕雪而穿越時空回到宋代，附身於包拯身上 於第2集處斬丁千、丁萬 於第13集因韓霜霜為求一死而判以龍頭鍘伺候將其處斬，使靈魂離開包拯，穿越時空回到1950年代香港，附身於華龍飆身上 於第20集得知袁規是袁世三 於第20集在火場救田秋鳯其間在逃走的時候因失足撞傷頭部而失憶 於第25集恢復記憶 於第26集與田秋鳳排期登記結婚 於第30集意外引爆炸彈，令田秋鳳因貨倉爆炸後而死，使靈魂離開華龍飆穿越時空返回現代香港，後因車禍而撞傷導致昏迷，最後甦醒並康復 於第30集被田秋雁指使的鍾志麒陷害，以假胎記及精神藥物使自己誤以為是高繼安轉世，最後被楊夕雪識破 於第31集被鍾志麒收買的醫生由止痛藥換成精神科藥物，其後產生幻覺並企圖殺死楊夕雪，後被袁世三打暈，後甦醒並得知為田秋雁和鍾志麒設的局 於第31集得知田秋雁還在生 於第31集在田秋雁設局下再次誤槍傷楊夕雪，後因田秋雁良心發現報警而及時將楊夕雪送到醫院搶救，最後與楊夕雪有了一名兒子 | Circle                                            | 40歲 |
| 關詠荷   | 楊夕雪 | 電視台女主播/前公共關係科警花 袁金昌之未婚妻，後為其妻 鍾志麒之好友 於第1集被袁金昌誤槍傷 於第30集得知袁金昌的靈魂穿越時空，並得知以前與其前世所發生的事 於第31集在田秋雁設局下再次被袁金昌誤槍傷，但其後甦醒並誕下嬰兒 韩霜霜及田秋鳳之轉世 童年由陳沛妍飾演 | Phoenix 肥力士（韓霜霜專稱） 白雪雪（鍾志麒專稱） | 30歲 |

#### 警察
| 演員     | 角色           | 關係                                     | 暱稱   | 歲數 |
| 鄧英敏   | 湯Sir          | 袁金昌之上司                             |        |      |
| 歐陽震華 | 袁金昌         | 刑事情報科高級督察 參見袁家              | Circle | 40歲 |
| 蔣志光   | 孫公略         | 公孫策之轉世 刑事情報科警員 袁金昌之下屬 |        |      |
| 袁偉豪   | 展超仁         | 展昭之轉世 刑事情報科警員 袁金昌之下屬   |        |      |
| 何君誠   | 趙小虎         | 趙虎之轉世 刑事情報科警員 袁金昌之下屬   |        |      |
| 吳業坤   | 張小龍         | 張龍之轉世 刑事情報科警員 袁金昌之下屬   |        |      |
| 李啟傑   | 馬國漢         | 馬漢之轉世 刑事情報科警員 袁金昌之下屬   |        |      |
| 麥嘉倫   | 王朝偉         | 王朝之轉世 刑事情報科警員 袁金昌之下屬   |        |      |
| 黃子恆   | 光 仔          | CID警員                                  |        |      |
| 陳欣淘   | 鮑 汁          | CID警員                                  |        |      |
| 黃得生   | 夏枯草         | CID警員 於第1集被殺害 於第30集車禍身亡   |        |      |
| 姚浩政   | 田 七          | CID警員 於第1集失踪 於第30集車祸身亡     |        |      |
| 孫慧雪   | CID警員        |                                          |        |      |
| 馬貫東   | CID警員        |                                          |        |      |
| 黃建東   | CID警員        |                                          |        |      |
| 潘冠霖   | CID警員        |                                          |        |      |
| 王鎮泉   | 毒品調查科警員 |                                          |        |      |
| 朱樂洺   | 毒品調查科警員 |                                          |        |      |
| 黄耀英   | 毒品調查科警員 |                                          |        |      |

#### 其他演員
| 演員   | 角色       | 關係 | 暱稱                 | 歲數 |
| 黃智雯 | 田秋雁     | 前九龍城區便衣女警 華龍飆（袁金昌靈魂離開其身後）之妻 鍾志麒之母 田秋鳳之二妹 高繼安之轉世 於第30集指使鍾志麒陷害袁金昌，以假胎記及精神科藥物使其誤以為是高繼安轉世，最後被楊夕雪識破 於第31集設局令袁金昌再次槍傷楊夕雪，後良心發現並報警使楊夕雪及時送到醫院搶救，最後被袁金昌交代已自首並被捕 參見1950年代香港（第13－30集） 參見田家 |                      | 70歲 |
| 鄭子誠 | 鍾志麒     | 原名華志麒 商人 楊夕雪之好友 華龍飆、田秋雁之子 年幼時被田秋雁送至孤兒院 於第30集受田秋雁指使陷害袁金昌，以假胎記及精神科藥物使其誤以為是高繼安轉世，最後被楊夕雪識破 童年由冼海鍩飾演 | 烏卒卒（楊夕雪專稱） | 40歲 |
| 陸浩明 | 汪陽德     | 落選區議員 楊夕雪之採訪對象 （影射當時人民力量政治人物黃洋達） | 陛下                 |      |
| 馮秀華 | 護 士      | |                      |      |
| 陳志健 | Kelvin     | 跳樓自殺者 肥妻之夫 彤彤之前男友 |                      |      |
| 小 寶  | 肥 妻      | Kelvin之妻 |                      |      |
| 徐玟晴 | 彤 彤      | Kelvin之前女友 |                      |      |
| 何啟南 | 鄧米高     | 鍾志麒之合伙人 與毒犯進行毒品交易 於第30集被捕 |                      |      |
| 吳雲甫 | 毒 犯      | 與鄧米高進行毒品交易 |                      |      |
| 林秀怡 | 怡         | 楊夕雪助手 |                      |      |
| 陳建文 | 攝影師     | |                      |      |
| 王德基 | 助 導      | |                      |      |
| 李礎業 | 馬 伕      | |                      |      |
| 吳綺珊 | 新聞報道員 | |                      |      |
| 葉家泓 | 剪接師     | |                      |      |
| 袁鎮業 | 侍 應      | |                      |      |
| 朱斐斐 | 侍 應      | |                      |      |
| 王東泰 | 保 鏢      | |                      |      |
| 柯 嵐  | 保 鏢      | |                      |      |
| 鄭嘉豪 | 保 安      | |                      |      |
| 黃智賢 | 醫 生      | 因田秋雁（高繼安之轉世）還在生，所以其不是高繼安轉世 於第31集為楊夕雪做手術 |                      | 35歲 |
| 郭政鴻 | 軍裝警察   | 曹豹之轉世 |                      |      |
| 李海生 | 軍裝警察   | 牛福成之轉世 |                      |      |
| 羅天池 | 軍裝警察   | 魯實之轉世 |                      |      |
| 裘卓能 | 軍裝警察   | 古或之轉世 |                      |      |
| 沈震軒 | 麥醫生     | 實習醫生 劉全之轉世 |                      |      |
| 苟芸慧 | 女 子      | 的士司機之女 趙盼之轉世 |                      |      |
| 張國強 | 的士司機   | 女子之父 趙禎之轉世 |                      |      |
| 楊秀惠 | 護士       | 淑妃之轉世 |                      |      |
| 石天欣 | 護士       | 田若冰之轉世 |                      |      |
| 賈曉晨 | 護士       | 孟如憶之轉世 |                      |      |
| 袁嘉敏 | 護士       | 秀秀之轉世 |                      |      |
| 李雪瑩 | 護士       | 德妃之轉世 |                      |      |

## 收視
以下為本劇於香港無綫電視翡翠台、高清翡翠台之收視紀錄：
| 週次 | 集數   | 日期                   | 平均收視 | 最高收視 |
| 1    | 01－05 | 2013年8月12日－8月16日 | 28點     | 31點     |
| 2    | 06－10 | 2013年8月19日－8月23日 | 26點     | 29點     |
| 3    | 11－15 | 2013年8月26日－8月30日 | 28點     | 30點     |
| 4    | 16－19 | 2013年9月2日－9月5日   | 29點     | 31點     |
| 5    | 20－24 | 2013年9月9日－9月13日  | 24點     | 27點     |
| 6    | 25－29 | 2013年9月16日－9月20日 | 24點     | 27點     |
| 6    | 30     | 2013年9月21日          | 24點     | 26點     |
| 6    | 31     | 2013年9月22日          | 36點     | 37點     |

- 全劇平均收視27點
- 大結局當天受颱風影響，平均收視36點，最高收視37點。

## 獎項

### 萬千星輝頒獎典禮2013
| 獎項               | 得獎者     | 結果 |
| ------------------ | ---------- | ---- |
| 最佳劇集           | 情逆三世緣 | 提名 |
| 最佳男主角         | 歐陽震華   | 提名 |
| 最佳女主角         | 關詠荷     | 提名 |
| 最佳男配角         | 敖嘉年     | 提名 |
| 最佳男配角         | 黃智賢     | 提名 |
| 最受歡迎電視女角色 | 關詠荷     | 提名 |
| 飛躍進步男藝員     | 袁偉豪     | 提名 |
| 傑出演員大獎       | 韓馬利     | 獲獎 |

## 記事
- 2012年11月12日：此劇於12:30在將軍澳電視廣播城一廠Common Room舉行試造型記者會。[3]
- 2012年12月10日：此劇於15:00在將軍澳電視廣播城舉行開鏡拜神儀式。[4]
- 2013年3月9日：此劇於15:30在將軍澳電視廣播城開廠探班。[5]
- 2013年8月7日：此劇於14:00在中環9號公眾碼頭舉行「海誓山盟·情越千載」宣傳活動。[6]
- 2013年8月11日：此劇於13:00在大埔林村許願廣場舉行「雙雙對對『擲』良緣」宣傳活動。[7]
- 2013年8月27日：此劇於12:30在尖沙咀梳士巴利道12號舉行「穿越民初·走進鬧市」花車巡遊宣傳活動。[8]
- 2013年9月3日：此劇於15:30在將軍澳新都城中心二期商場舉行「民初·起舞」宣傳活動。[9]
- 2013年9月6日：由於播映劇集《衝上雲霄II》兩小時結局篇，本劇暫停播映。